# Paul Nicolas
Paul Nicolas, född 4 november 1899 i Paris, död 3 mars 1959 i Gy-l'Évêque, var en fransk fotbollsspelare. Han spelade större delen av sin karriär för Red Star där han vann Coupe de France fyra gånger. Han spelade även 35 landskamper för Frankrikes landslag och deltog i OS 1920, 1924 samt 1928.

## Meriter
Red Star
- Coupe de France: 1921, 1922, 1923, 1928